# Schamkapsel

König Heinrich VIII. von England in Prunkgewand mit Schamkapsel. Gemälde nach Hans Holbein d. Jüngeren, um 1540

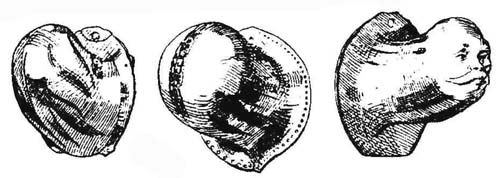
Gliedschirme als Rüstungsbauteil nach Wendelin Boeheim

Schamkapsel (auch Braguette, Bragetto, Brayette, Latz, Suspensorium oder Gliedschirm) ist der Name für den auffällig gestalteten Hosenlatz, der im 15. und 16. Jahrhundert bei Männern Mode war.

## Historische Entwicklung
Im 14. Jahrhundert änderte sich in manchen Teilen Europas die Herrenmode. Die knie- oder bodenlangen Röcke wurden kürzer und zur Jacke reduziert. Die bis dahin einzeln getragenen Beinlinge und Strümpfe wurden mit der Bruoch (Unterhose) zur Hose oder Strumpfhose kombiniert. Die Hose war eng geschnitten. Zur nötigen Bewegungsfreiheit wurden die beiden Beinröhren mit einem Schritteinsatz verbunden, der vorne als Latz aufzuknöpfen war. Aus diesem Latz entwickelte sich die Schamkapsel.
Die Schamkapsel war oft farblich von der Hose abgehoben und ausgepolstert sowie mit Bändern und Schleifen geschmückt. Manchmal enthielt sie auch noch kleine Taschen. Die Form des Polsters variierte je nach Geschmack des Trägers. So gab es runde Polster, aber auch solche in Bananen- oder Gurkenform. Die darin enthaltene sexuelle Anspielung war offensichtlich.

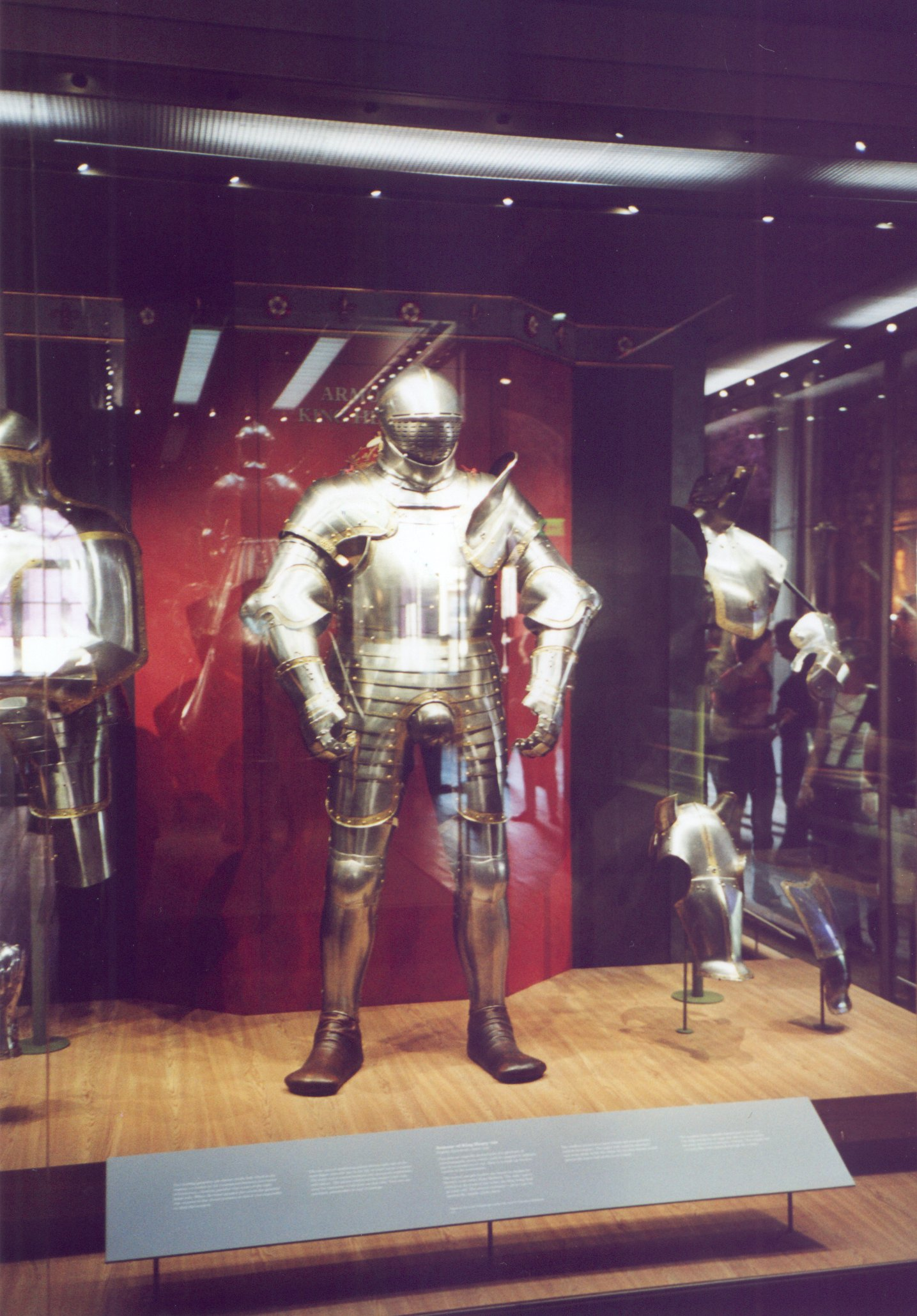
Abnehmbare Genitalkapsel an einer Rüstung Heinrichs VIII.

Auch bei der ritterlichen Rüstung, insbesondere dem Plattenpanzer, war die so genannte Brayette oder Braguette ein in der Regel aus einer runden, ovalförmig ausgetriebenen Metallplatte bestehender Genitalschutz. Da bei Plattenpanzern Wert auf eine größtmögliche Bewegungsfreiheit gelegt wurde, blieb der Genitalbereich zunächst so gut wie ungeschützt; nur ein unter dem Harnisch getragenes, langes Kettenhemd sorgte für einen gewissen Schutz. Gegen Ende des 15. Jahrhunderts kam die Brayette in der Schweiz auf, die sich zum Urinieren oder zum Reiten leicht abnehmen ließ.
Der „Gliedschirm“ wurde um 1520 entwickelt als Schutzmaßnahme gegen die Sitte der deutschen Pikeniere im Krieg, in die ungeschützten Genitalien zu stechen und damit die Geschlechtsteile der Feinde zu verletzen. Diese Variante der Schamkapseln diente damit vorwiegend dem Schutz des Penis und der Hoden vor Verletzung bis hin zur Entmannung. In der Mitte des 16. Jahrhunderts kam es in Mode, als Symbol männlicher Potenz einen Harnisch mit einer möglichst großen Brayette zu besitzen. Daraus entwickelte sich der sogenannte „Latz“, der etwa in der Zeit von 1550 bis 1570 nicht immer aus Eisenblech, sondern auch aus verstärkten Textilien zur gewöhnlichen Alltagskleidung getragen wurde.
Die Betonung des Genitalbereichs durch die Schamkapsel und ihre Varianten wurde insbesondere von der Kirche scharf kritisiert. Andreas Musculus beschrieb 1555 ausführlich die Sünden der Mode jener Zeit in seinem Werk Hosen-Teuffel. Die Schamkapsel symbolisierte männliche Potenz und ständige sexuelle Bereitschaft. Doch auch nach der Gegenreformation blieb sie Teil der Hosenmode. Erst gegen Ende des 16. Jahrhunderts verschwand die Schamkapsel weitgehend von der Bildfläche.

Die an vielen mittelalterlichen Epitaphien in Kirchen zur Schau gestellten Schamkapseln wurden später oftmals aus Pietätsgründen abgearbeitet.

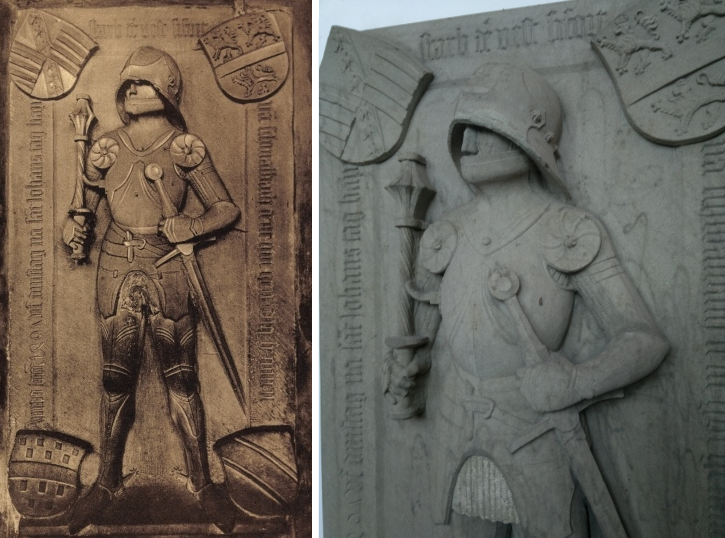
Epitaph des Siegfried von Schwalbach in der Karmeliterkirche zu Boppard. Links: Um 1900, die Beschädigung durch das Abarbeiten der Schamkapsel ist noch zu sehen (alte Postkarte), rechts: heute

In der bürgerlichen Mode seit der Französischen Revolution war es nur noch den Damen erlaubt, ihre erotischen Reize demonstrativ zur Schau zu stellen (siehe Korsett, Büstenhalter), oder es wurde sogar von ihnen erwartet.

### Ähnliche Entwicklungen
In anderen Teilen der Erde gibt es teilweise seit Jahrtausenden ebenfalls Kleidungs- oder Schmuckstücke, die speziell zur Aufnahme der männlichen Genitalien konstruiert sind, wie das Penisfutteral (auch Penisköcher oder Koteka).